# Olaria Romana da Garrocheira
A Olaria Romana da Garrocheira é um sítio arqueológico romano localizado na margem direita do Rio Sorraia, em Benavente. 
Em local outrora bordejado pelo "rio velho", constituída por uma bateria de dois fornos destinados à produção de ânforas, cujo período de laboração, segundo a tipologia das cerâmicas, aponta para os séculos III e IV d.C. A localização destes fornos, numa zona navegável e de fácil acesso fluvial, imprimiu à época alguma projecção regional, tanto mais que parece provável a sua relação com estruturas semelhantes, situadas na Quinta do Rouxinol (Seixal), em Porto dos Cacos (Alcochete) e, naturalmente, com as fábricas de salga e conservas de peixe de Lisboa, Almada e Setúbal.